# Championnat d'Irlande de football 1945-1946
Navigation
Édition précédente Édition suivante
Le Championnat d'Irlande de football en 1945-1946. Cork United remporte le titre pour la cinquième fois en six ans. C’est un record.

## Les 8 clubs participants
- Bohemian Football Club
- Cork United Football Club
- Drumcondra Football Club
- Dundalk Football Club
- Limerick Football Club
- Shamrock Rovers Football Club
- Shelbourne Football Club
- Waterford United Football Club

## Classement
| Rang | Équipe                      | Pts | J  | G | N | P | Bp | Bc | Diff |
| ---- | --------------------------- | --- | -- | - | - | - | -- | -- | ---- |
| 1    | Cork United Football Club T | 21  | 14 | 9 | 3 | 2 | 46 | 20 | +26  |
| 2    | Drumcondra FC               | 19  | 14 | 8 | 3 | 3 | 37 | 34 | +3   |
| 3    | Waterford United            | 16  | 14 | 7 | 2 | 5 | 29 | 28 | +1   |
| 4    | Shamrock Rovers             | 14  | 14 | 6 | 2 | 6 | 40 | 31 | +9   |
| 5    | Dundalk FC                  | 13  | 14 | 4 | 5 | 5 | 36 | 37 | -1   |
| 6    | Limerick FC                 | 11  | 14 | 5 | 1 | 8 | 25 | 28 | -3   |
| 7    | Bohemian FC                 | 10  | 14 | 4 | 2 | 8 | 19 | 36 | -17  |
| 8    | Shelbourne FC               | 8   | 14 | 3 | 2 | 9 | 26 | 44 | -18  |

## Source
- (en) Alex Graham, Football in the Republic of Ireland : a Statistical Record 1921–2005, Soccer Books Ltd, novembre 2005, 142 p. (ISBN 978-1862231351).